# Baby Come Back (singolo Player)
Baby Come Back è il singolo d'esordio del gruppo musicale statunitense Player, estratto dall'album di debutto della band Player, pubblicato nel 1977.

## Descrizione
Il brano, di genere soft rock, venne scritto dal leader della band Peter Beckett e dal chitarrista J.C. Crowley, dopo che entrambi erano stati lasciati dalle rispettive fidanzate. Il titolo del brano è infatti una chiara richiesta di tornare assieme: Baby come back, you can blame it all on me. I was wrong, and I just can't live without you. ("Tesoro torna, puoi darmi la colpa di tutto. Ho sbagliato io, e non posso proprio vivere senza di te").

## Successo commerciale
Baby Come Back fu il maggiore successo della carriera della band, famoso per aver raggiunto la prima posizione della classifica statunitense Billboard Hot 100 e la top 10 della classifica, sempre Billboard, Hot R&B/Hip-Hop Songs.
Addirittura arrivo ad essere il settimo singolo più venduto del 1978 negli Stati Uniti.

## Cover
Nel 1998 i No Mercy hanno pubblicato una versione del brano nel loro album More.
Nel 2007 i Laszlo Bane hanno pubblicato una versione del brano nel loro album di cover Guilty Pleasures.
Nel 2011, è stata anche realizzata una parodia del brano, intitolata "Cutty Come Back", che allude ai guai che i Chicago Bears avrebbero avuto senza il grande quarterback Jay Cutler, a cui infatti è scherzosamente chiesto di tornare per salvare le sorti della squadra.

## Nella cultura di massa
Il brano venne inserito nelle colonne sonore dei film L'uomo che cadde sulla Terra (1976) e La belle époque (2019).

## Formazione
- Peter Beckett – voce, coro e chitarra elettrica
- J. C. Crowley – pianoforte acustico, pianoforte elettrico e coro
- Ronn Moss – basso e coro
- John Friesen – batteria, maracas e congas
- Wayne Cook – sintetizzatori, clavinet e pianoforte elettrico